# 近藤亚希
近藤亞希（日语： Kondō Aki，1977年2月12日—） ，日本插畫家、人物設計師。出身於日本爱媛縣松山市。

## 來歷
女子美術大學短期大學院造形學系情報設計畢業後，於1997年加入San-X上班。隸屬於該公司的設計部門。San-X時期，她創作了橘子男孩（角色原案）、拉拉熊（角色原案）和甘栗將（負責第一彈角色商品和書籍）等熱門作品。
2003年，她從San-X公司離職，目前是一名自由插畫家。後來，她擔任女子美術大學藝術學院藝術與設計表現學系治癒表現領域特聘教授（負責人物角色製作練習）。
2005年夏天生下大女兒，2009年春天生下二女兒。

## 人物
喜歡的事：吃飯、睡覺、玩耍
最喜歡的地方：溫泉、四個角落、開闊的空間、開闊的田野
喜歡的東西：酪梨、海參（生）、水果、生魚片、肉、啤酒、煙火、雪、節日
本人稱，除非睡眠充足，否則她無法動彈。

## 逸事
- 母親是護理人員。
- 大女兒暱稱來自於她出生時收到鳥毛絨動物的禮物。
- 二女兒暱稱是姊姊幫她取名的。
- 上班族時期，週日整天都在睡覺，因為壓力和寒冷而導致出現血尿。
- 與植物不相容。「澆水就會爛根，不澆水就會變成木乃伊」。
- JUDY AND MARY前主唱YUKI的歌迷。
- 約2017年以來，一直在其SNS上發佈自己嶄新的餅乾和胸針創作。直播突然開始上傳可愛的設計圖，但每次「最大的危機」都輕易來臨，導致作品偏離設計圖。

## 角色
- 橘子男孩（日语：みかんぼうや）
- 拉拉熊
- 甘栗將
- 棉花小兔
- —出身地愛媛縣松山市食育推進角色
- —小學書寫（日本文教出版）角色
- —RURUBU（日语：るるぶ）角色
- PLATINUM BOYS—JUNON攜帶式網站原創角色
- 喵大叔 （页面存档备份，存于）

## 漫畫隨筆
- （2006年2月，Sony Magazines（日语：ソニーマガジンズ））
- （2009年3月，主婦與生活社）
- （2010年2月，大和書房）
- （2011年4月15日，主婦與生活社）

## 繪本
除了上面角色書籍之外。
- （2007年3月，學研Plus（日语：Gakken））ISBN 978-4052027345
- （2010年11月，JTB出版）ISBN 978-4533080555
- （2010年11月，JTB出版）ISBN 978-4533080548
- （2014年2月，小學館）ISBN 978-4097265283
- （2017年4月，小學館）ISBN 978-4097267096
- （2018年4月，小學館）ISBN 978-4097267874
- （2019年10月，小學館）ISBN 978-4097253051
- （2020年10月，白泉社）ISBN 978-4592762751

## 廣告
水果活動角色／好侍
- （2003年春）
- （2004年春）
- （2005年春）
- （2006年春）
- 拉拉熊×Vitz

## 書籍（插圖等）
- （主婦與生活社）
- （2005年、2006年、2007年—）
- （小學館，2006年、2007年）
- 《喵大叔（日语：ニャーおっさん）》（《Ribon》2015年1月號[2]—2024年2月號，全2冊）

## 其它
- 三月的獅子（第2話片尾插圖）
- 西原理惠子的人生畫力對決（日语：西原理恵子の人生画力対決） 第4冊（2011年12月，小學館）

## 外部連結
- akibako★ （页面存档备份，存于） （日語）—近藤亞希的官方個人網站。
- 近藤亚希的X（前Twitter） （日語）